# 死亡谷章克申 (加利福尼亞州)
死亡谷章克申（英語：Death Valley Junction）是位於美國加利福尼亞州因約縣的一個非建制地區。該地的面積和人口皆未知。

## 地理
死亡谷章克申的座標為36°18′28″N 116°24′49″W / 36.30778°N 116.41361°W，而該地的平均海拔高度為622米（即2041英尺）。